# Libyogomphus bwambae
Libyogomphus bwambae is een echte libel (Anisoptera) uit de familie van de rombouten (Gomphidae).
De wetenschappelijke naam van de soort werd in 1961 als Onychogomphus bwambae gepubliceerd door Elliot C.G. Pinhey.